# Омуралиев, Кубанычбек Касымович
Кубанычбек Касымович Омуралиев (кирг. Кубанычбек Касымович Өмүралиев; род. 15 сентября 1960, Тонский район, Иссык-Кульская область) — киргизский политической и государственный деятель. Генеральный секретарь ОТГ с 11 ноября 2022 года.

## Образование
В 1984 году окончил Киргизский сельскохозяйственный институт имени К. И. Скрябина по специальности инженер-механик, а в 1994 году аспирантуру Всероссийского института повышения квалификации руководящих работников и специалистов народного хозяйства по специальности «Экономика; планирование, организация и управления народным хозяйством и его отраслями».
1993—1995 годы проходил стажировки в университетах США (университет «Texas A&M», университет штата Небраска, университет штата Вашингтон), также в 1996 году в Национальном Университете Южной Кореи.
В 1998 году дипломатические стажировки проходил в Бельгии, Люксембурге, Франции, США, Египте.
С 2003 по 2006 год стажировался по изучению вопросов законодательно-правовой и институциональной базы для борьбы с коррупцией в таких странах, как Сингапур, Гонконг, Норвегия, Словения, Литва и др.
Владеет киргизским, русским, английским и турецким языками.

## Трудовая деятельность
Генеральный секретарь Организации тюркских государств (с 11.11.2022 года).
С июля 2021 года — Чрезвычайный и полномочный послом Киргизской Республики в Государстве Израиль. 7 апреля 2021 года вручил верительные грамоты Президенту Государства Израиль И. Герцогу.
12 марта 2019 года указом президента Киргизской Республики С. Ш. Жээнбекова назначен Чрезвычайным и полномочным послом Киргизской Республики в Турецкой Республике. 25-апреля 2019 года вручил верительные грамоты Президенту Турции Р. Эрдогану..
С апреля 2016 по март 2019 год — Чрезвычайный и полномочный посол Киргизской Республики в Эстонской, Латвийской и Литовской Республиках. 26 апреля 2016 года вручил верительные грамоты президенту Эстонии Т. Х. Ильвесу, а в мае 2016 года вручил верительные грамоты президенту Латвии Р. Вейонису и президенту Литвы Д. Грибаускайте.
С мая 2015 по март 2019 год — Чрезвычайный и полномочный посол Киргизской Республики в Республике Беларусь, а 23 июля 2015 года назначен Постоянным полномочным представителем Киргизской Республики при Уставных органах СНГ по совместительству. 5 октября 2015 года вручил верительные грамоты президенту Беларуси А. Лукашенко.
С января 2012 по 2015 год Генеральный консул Киргизской Республики в ОАЭ.
С 2006 по 2011 год — исполнительный директор ОО «Кыргызские Парламентарии против коррупции».
С 2004 по 2006 год — национальный координатор от Киргизской Республики в
Консультативной группе Секретариата Антикоррупционной сети для стран с переходной экономикой (ACN), Организация Экономического Сотрудничества и Развития (ОЭСР).
С 2003 по 2004 год — руководитель секретариата Национального Совета по Добросовестному Управлению (НСДУ).
С 1999 по 2003 год — советник-посланник, заместитель посла Киргизской Республики в США и Канаде .
С 1998 по 1999 год — заместитель директора Департамента экономической политики и начальник Управления двусторонних экономических программ МИД Киргизской Республики.
С 1997 по 1998 год — советник Управления западных стран МИД Киргизской Республики.
С 1992 по 1997 год — генеральный директор Внешнеэкономической Ассоциации «Кыргызагропромимпекс».
С 1991 по 1992 год — начальник Управления внешнеэкономической связи Министерства сельского хозяйства Киргизской Республики.
С 1990 по 1991 год — главный специалист Управления внешнеэкономической связи Министерства сельского хозяйства Киргизской Республики.
С 1986 по 1990 год — главный инженер и заместитель председателя Агрофирмы «Иссык-Куль» в Джети-Огузском районе Иссык-Кульской области.
С 1984 по 1986 год — старший инженер Колхоза имени Карла Маркса в Тонском районе Иссык-Кульской области.

## Общественная деятельность
С 2011 по 2012 год — член совета Общественного Наблюдательного Совета
Министерства иностранных дел Киргизской Республики.
С 2008 по 2011 год — председатель Редакционного совета журнала «АКИpress».
2008 — автор и руководитель телевизионной программы в НТРК о международной палитре «Аалам».
С 1995 по 1997 год — вице-президент Федерации деловых кругов Кыргызстана.
С 1995 по 1997 год — член Киргизко-американского делового совета.

## Награды
- Медаль ТЮРКСОЙ (Международная организация тюркской культуры) «Чингиз Айтматов» (2020 г.)
- Юбилейная медаль Министерства иностранных дел Киргизской Республики «75 лет МИД КР» (2019 г.)
- Специальный знак «Международного клуба Ч. Айтматова» (2018 г.)
- Грамота Содружества Независимых Государств (17 июля 2017 года, Совет глав государств СНГ) — за активную работу по укреплению и развитию Содружества Независимых Государств[9]
- Юбилейная медаль Министерства иностранных дел Киргизской Республики «70 лет МИД КР» (2014 г.)
- Медаль «Мекенчил» (Патриот) Национального агентства Киргизской Республики по предупреждению коррупции (2009 г.)
- Почётная грамота Национального агентства Киргизской Республики по предупреждению коррупции (2008 г.)
- Почётная грамота Кыргызской Республики (2006 г.)
- Почётный гражданин г. Хьюстон, США (2003 г.)
- Памятный знак Туркменистана «Magtymguly Pyragynyň 300 ýyllygyna» (11 октября 2024 года, Туркменистан) — за особые заслуги в изучении и популяризации в мире творческого наследия великого мыслителя и поэта Махтумкули Фраги, наращивании отношений с независимым нейтральным Туркменистаном, укреплении между народами уз дружбы, братства и сотрудничества в эру Возрождения новой эпохи могущественного государства, а также по случаю 300-летия туркменского поэта-классика Махтумкули Фраги[10].

## Семья
Женат, имеет двоих детей и троих внуков.

## Публикации
- «Краткое изложение основ маркетинга», Бишкек, 1991 г.
- «Обзор законодательно-правовой и институциональной базы для борьбы с коррупцией в Кыргызской Республики», Бишкек, 2005 г.
- «Настольная книга депутата местного Кенеша», Бишкек 2007 и 2010 гг. (1-2-й выпуск).
- Обзор нормативной-правовой и институциональной базы для борьбы с коррупцией в Кыргызской Республике, Бишкек, 2009 г.
- Публикации по двусторонним отношениям: Кыргызстан — США, Кыргызстан — Объединённые Арабские Эмираты, Кыргызстан — Беларусь, Кыргызстан — Турция, Кыргызстан — Латвия, Кыргызстан — Литва, Кыргызстан — Эстония.